# Suore cellitine secondo la Regola di Sant'Agostino
Le Suore cellitine secondo la Regola di Sant'Agostino (in tedesco Genossenschaft der Cellitinnen nach der Regel des Hl. Augustinus) sono un istituto religioso femminile di diritto pontificio.

## Storia
La congregazione riconosce come data di fondazione il 19 novembre 1838; la sua prima casa fu presso l'ospedale civile di Colonia e i primi membri provenivano dalle cellite di Santa Maria e da quelle di Sant'Elisabetta. La prima superiora generale dell'istituto fu Domenica Barth.
L'istituto si sviluppò rapidamente e nel 1936 arrivò a contare 1312 professe.
La congregazione è aggregata all'Ordine di Sant'Agostino dal 15 marzo 1951.

## Attività e diffusione
Le suore si dedicano alla cura di anziani e ammalati e all'assistenza ai bambini.
Oltre che in Germania, le suore sono presenti in Belgio e India; la sede generalizia è a Königswinter.
Alla fine del 2015 l'istituto contava 242 religiose in 29 case.